# Elementi del periodo 1
Un elemento del periodo 1, o elemento del primo periodo, è uno degli elementi chimici nella prima riga (o periodo) della tavola periodica degli elementi.
Questi sono soltanto due e sono l'idrogeno, con un solo elettrone nel suo orbitale 1s, e l'elio, con due elettroni appaiati (spin opposti) nel suo orbitale 1s:
| Gruppo   | 1   | 2 | 3 | 4 | 5 | 6 | 7 | 8 | 9 | 10 | 11 | 12 | 13 | 14 | 15 | 16 | 17 | 18   |
| # Nome   | 1 H |   |   |   |   |   |   |   |   |    |    |    |    |    |    |    |    | 2 He |
| e−-conf. |     |   |   |   |   |   |   |   |   |    |    |    |    |    |    |    |    |      |

| Metalli alcalini            | Metalli alcalino terrosi | Lantanoidi  | Attinoidi | Metalli di transizione |
| Metalli di post-transizione | Metalloidi               | Non metalli | Alogeni   | Gas nobili             |

Elementi del periodo 1 –
Elementi del periodo 2 –
Elementi del periodo 3 –
Elementi del periodo 4 –
Elementi del periodo 5 –
Elementi del periodo 6 –
Elementi del periodo 7 –
Elementi del periodo 8